# Улица Цимзес (Рига)
Улица Ци́мзес (латыш. Cimzes iela) — улица в Северном районе Риги, в Межапарксе. Пролегает от улицы Эзермалас в северо-восточном направлении до берега Кишэзерса, где заканчивается тупиком. Общая длина улицы — 221 метр.
На протяжении 196 м покрыта асфальтом, далее покрытие гравийное. С другими улицами не пересекается. Движение по улице двустороннее. Общественный транспорт по улице не курсирует.

## История
Улица проложена в 1932 году под своим нынешним названием, которое никогда не изменялось. Носит имя латышского музыканта, собирателя и аранжировщика народных песен, основателя латвийской хоровой музыки Яниса Цимзе (1814—1881).

## Застройка и достопримечательности

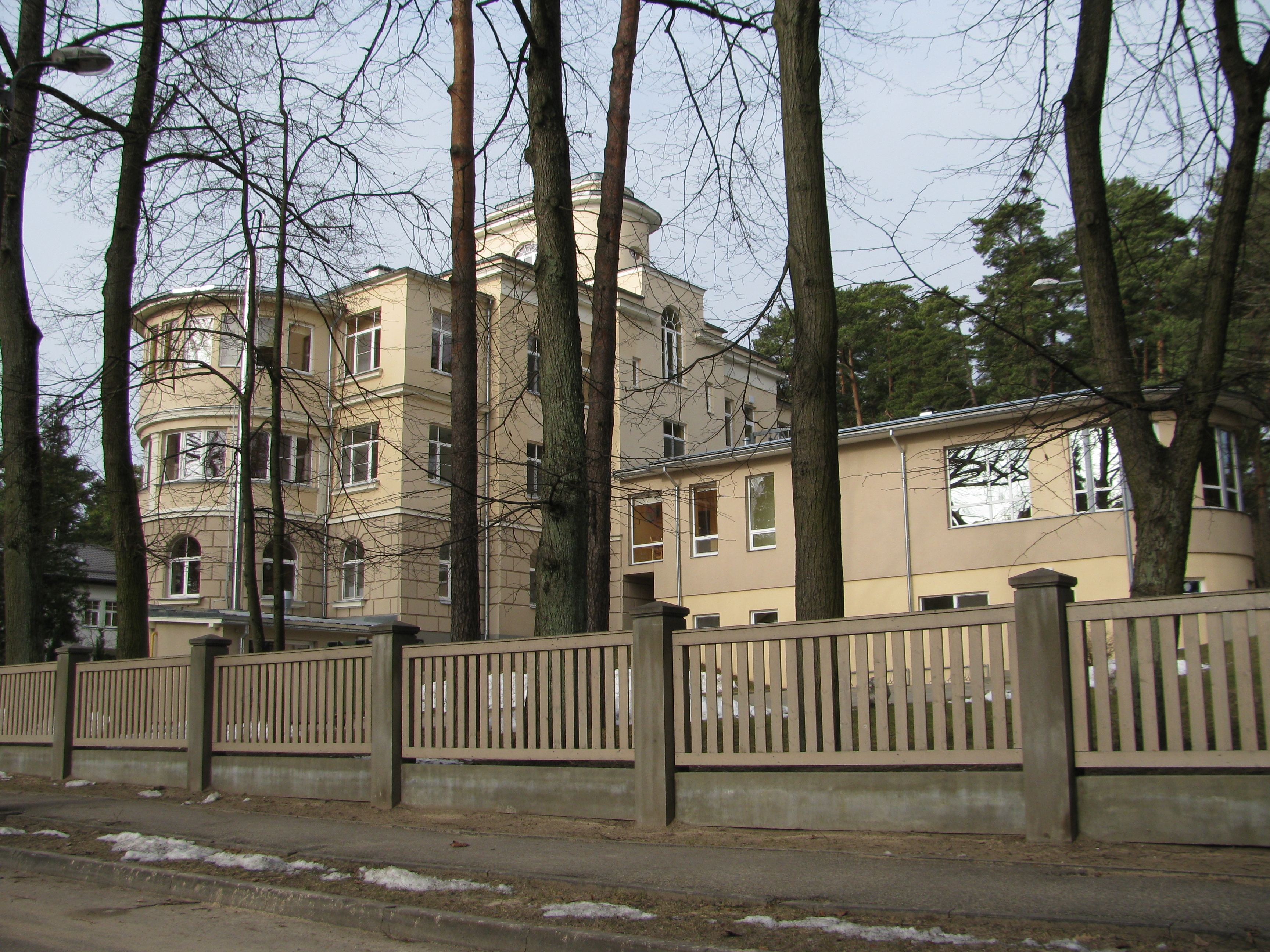
Улица Цимзес, дом 3

Преобладает частная застройка. 3 здания на улице Цимзес признаны памятниками архитектуры.
- Дом 1 — частный жилой дом (архитектор А. Браунфельдc, 1931) — памятник архитектуры местного значения.
- Дом 2 — частный жилой дом (архитектор О. Краузе, 1934) — памятник архитектуры местного значения.
- Дом 3 — частный жилой дом (архитектор В. Шервинский, 1934—1936) — памятник архитектуры государственного значения.